# Freemake Music Box
Freemake Music Box è un software freeware distribuito da Ellora Assets Corporation. Il programma è stato progettato per permettere agli utenti la riproduzione di musica in streaming e dal PC senza nessuna registrazione. L'ultima versione è la 1.0.6 del 10 maggio 2016 che introduce il drag and drop.

## Caratteristiche
Freemake Music Box è un'applicazione per Windows che permette di cercare online e di riprodurre musica, in modo legale. Possiede infatti una casella di ricerca che suddivide i brani musicali per genere, artista e album.
Tutta la musica ricercata può essere riprodotta da un lettore multimediale all'interno del programma. Il software non permette il download dei brani musicali, ma consente la creazione e il salvataggio delle playlist, inoltre permette di importare le playlist da lettori multimediali esterni come  Winamp, Windows Media Player, AIMP e VLC media player.
L'interfaccia del programma è basata su Windows Presentation Foundation.
Il programma può essere eseguito sulle versioni di Windows da XP in su e richiede .NET Framework 4.0.